# Star Wars: L'Alta Repubblica
Star Wars: L'Alta Repubblica (Star Wars: The High Republic) è un progetto multimediale facente parte del franchise di Guerre stellari e avviato da Lucasfilm nel 2021. È composto da una serie di romanzi e fumetti, oltre che da altri prodotti tie-in quali storie brevi, audiolibri, guide e filmati web.
La serie si svolge nel periodo dell'Alta Repubblica, un'era della cronologia fittizia della galassia che si colloca duecento anni prima degli eventi della trilogia prequel. Dopo un prolungato periodo di pace la Repubblica Galattica e i Jedi sono al loro apice, ma in seguito a un incidente chiamato Grande Disastro devono affrontare il pericolo rappresentato dai predoni spaziali nihil e dalle creature note come drengir, che minacciano di gettare la galassia nel caos.

## Storia editoriale
I preparativi per L'Alta Repubblica iniziarono nell'estate 2018, quando Lucasfilm riunì la propria divisione editoriale, il Lucasfilm Story Group, ovvero il gruppo che si occupa di mantenere coerente il materiale delle diverse opere del franchise, editori, e gli autori di opere di Guerre stellari Claudia Gray, Justina Ireland, Daniel José Older, Cavan Scott e Charles Soule allo Skywalker Ranch e propose loro di sviluppare un ambizioso progetto multimediale di Guerre stellari. L'idea partiva dal direttore creativo di Lucasfilm Publishing, Michael Siglain, che intendeva «raccontare una storia di ampia portata, narrata attraverso molteplici formati e nel corso di più anni, per qualunque tipo di fan», in modo tale che ogni racconto sarebbe stato fruibile singolarmente, e che combinati avrebbero fornito una panoramica più vasta e interconnessa dell'intera narrazione.
Lucasfilm offrì agli autori che poi avrebbero declinato il progetto nelle varie pubblicazioni carta bianca nella scelta della storia. Al loro primo incontro tutti i presenti contribuirono con idee e possibili storie, che poi Gray, Ireland, Older, Scott e Soule svilupparono indipendentemente e che vennero infine ricomposte per creare la macro-narrativa principale. La loro scelta ricadde sul periodo della Repubblica Galattica al suo apogeo centinaia di anni prima degli eventi trattati nella trilogia prequel, ovvero un'era che non era ancora stata esplorata in nessuna opera del franchise e che avrebbe permesso di narrare da zero un nuovo capitolo della storia della galassia. Lo Story Group fornì consulenza e guida, anche al fine di evitare sovrapposizioni con materiale già impiegato altrove, in modo che la storia risultasse il più possibile «nuova, fresca e originale». Gran parte della concept art venne creata da Iain McCaig.
Nelle fasi iniziali il progetto aveva come titolo di lavorazione "Project Luminous". Dopo un primo annuncio ad aprile 2019, il progetto fu rivelato al pubblico a febbraio 2020 con il titolo definitivo L'Alta Repubblica. L'inizio della serie era previsto per agosto 2020 con l'uscita del primo romanzo La luce dei Jedi, ma si dovette posticipare poi a gennaio 2021 a causa della pandemia di COVID-19.
La pubblicazione si articola in tre fasi, ognuna delle quali comprende l'uscita di romanzi, fumetti o altre opere per diverse fasce d'età e a ritmo mensile. Le uscite sono accompagnate da un webcast bimestrale che preannuncia e commenta le uscite, diffonde interviste con gli autori e illustra il processo creativo dietro il progetto. La prima fase, sottotitolata Light of the Jedi, è andata dal 2021 a inizio 2022. La seconda, Quest of the Jedi, è iniziata ad ottobre 2022, collocata cronologicamente 150 anni prima degli eventi della prima fase. Nuovi autori hanno contribuito a questa fase, tra cui Tessa Gratton, Lydia Kang, Zoraida Córdova e George Mann. Il progetto si conclude con la terza fase, chiamata Trials of the Jedi.
I romanzi per adulti rappresentano il nucleo de L'Alta Repubblica e sono le opere attraverso le quali si snoda la narrazione principale. I romanzi per ragazzi trattano invece principalmente storie parallele di approfondimento su alcuni personaggi o adattamenti semplificati dei romanzi per adulti. I romanzi per adulti sono pubblicati da Del Rey Books, quelli per ragazzi e bambini da Disney-Lucasfilm Press. I fumetti sono editi da Marvel Comics, IDW Publishing e Viz Media. I diritti per la localizzazione italiana dell'Alta Repubblica sono stati acquisiti da Panini Comics, che ne ha iniziato la pubblicazione il 22 aprile 2021.

## Opere
| Titolo                                                            | Autore                                             | Data                               | Editore                | Tipo                            | Numeri | Fonti         |
| ----------------------------------------------------------------- | -------------------------------------------------- | ---------------------------------- | ---------------------- | ------------------------------- | ------ | ------------- |
| La luce dei Jedi (Light of the Jedi)                              | Charles Soule                                      | 5 gennaio 2021                     | Del Rey Books          | Romanzo per adulti              |        | [ 12 ]        |
| The Great Jedi Rescue                                             | Cavan Scott                                        | 5 gennaio 2021                     | Disney-Lucasfilm Press | Romanzo 6-8 anni                |        | [ 13 ]        |
| Una prova di coraggio (A Test of Courage)                         | Justina Ireland                                    | 5 gennaio 2021                     | Disney-Lucasfilm Press | Romanzo 8-12 anni               |        | [ 14 ]        |
| L'Alta Repubblica (The High Republic)                             | Cavan Scott e Ario Anindito                        | 6 gennaio 2021-2 marzo 2022        | Marvel Comics          | Serie a fumetti                 | 15     | [ 15 ] [ 16 ] |
| Nell'oscurità (Into the Dark)                                     | Claudia Gray                                       | 2 febbraio 2021                    | Disney-Lucasfilm Press | Romanzo per ragazzi             |        | [ 17 ]        |
| L'Alta Repubblica avventure (The High Republic Adventures)        | Daniel José Older                                  | 3 febbraio 2021-23 febbraio 2022   | IDW Publishing         | Serie a fumetti per ragazzi     | 13     |               |
| Si alza la tempesta (The Rising Storm)                            | Cavan Scott                                        | 29 giugno 2021                     | Del Rey Books          | Romanzo per adulti              |        | [ 18 ]        |
| Corsa alla Torre Crashpoint (Race to Crashpoint Tower)            | Daniel José Older                                  | 29 giugno 2021                     | Disney-Lucasfilm Press | Romanzo 8-12 anni               |        | [ 19 ]        |
| Fuori dalle ombre (Out of the Shadows)                            | Justina Ireland                                    | 27 luglio 2021                     | Disney-Lucasfilm Press | Romanzo per ragazzi             |        | [ 20 ]        |
| Il mostro del picco del tempio (The Monster of Temple Peak)       | Cavan Scott e Rachael Stott                        | 11 agosto 2021-17 novembre 2021    | IDW Publishing         | Miniserie a fumetti per ragazzi | 4      |               |
| Smuovi tempesta (Tempest Runner)                                  | Cavan Scott                                        | 31 agosto 2021                     | Random House Audio     | Audiolibro                      |        | [ 21 ]        |
| L'equilibrio in bilico (The Edge of Balance)                      | Shima Shin'ya, Justina Ireland e Mizuki Sakakibara | 7 settembre 2021-in corso          | Viz Media              | Manga                           |        | [ 22 ]        |
| Showdown at the Fair                                              | George Mann                                        | 5 ottobre 2021                     | Disney-Lucasfilm Press | Romanzo 6-8 anni                |        | [ 23 ]        |
| Pista di ombre (Trail of Shadows)                                 | Daniel José Older e David Wachter                  | 13 ottobre 2021-9 febbraio 2022    | Marvel Comics          | Miniserie a fumetti             | 5      | [ 24 ]        |
| La stella caduta (The Fallen Star)                                | Claudia Gray                                       | 4 gennaio 2022                     | Del Rey Books          | Romanzo per adulti              |        | [ 25 ]        |
| Prima del disastro (Mission to Disaster)                          | Justina Ireland                                    | 4 gennaio 2022                     | Disney-Lucasfilm Press | Romanzo 8-12 anni               |        | [ 26 ]        |
| Occhio della tempesta (Eye of the Storm)                          | Charles Soule e Guillermo Sanna                    | 12 gennaio 2022-2 marzo 2022       | Marvel Comics          | Miniserie a fumetti             | 2      | [ 27 ]        |
| Orizzonte di mezzanotte (Midnight Horizon)                        | Daniel José Older                                  | 1º febbraio 2022                   | Disney-Lucasfilm Press | Romanzo per ragazzi             |        | [ 28 ]        |
| The Battle for Starlight                                          | George Mann                                        | 1º febbraio 2022                   | Disney-Lucasfilm Press | Romanzo 6-8 anni                |        | [ 29 ]        |
| Il sentiero dell'inganno (Path of Deceit)                         | Justina Ireland e Tessa Gratton                    | 4 ottobre 2022                     | Disney-Lucasfilm Press | Romanzo per ragazzi             |        | [ 30 ]        |
| L'Alta Repubblica (The High Republic (2022))                      | Cavan Scott e Ario Anindito                        | 12 ottobre 2022-24 maggio 2023     | Marvel Comics          | Serie a fumetti                 | 10     | [ 31 ]        |
| Missione nella città perduta (Quest for the Hidden City)          | George Mann                                        | 1º novembre 2022                   | Disney-Lucasfilm Press | Romanzo 8-12 anni               |        | [ 32 ]        |
| Convergenza (Convergence)                                         | Zoraida Córdova                                    | 22 novembre 2022                   | Del Rey Books          | Romanzo per adulti              |        | [ 33 ]        |
| L'Alta Repubblica avventure (The High Republic Adventures (2022)) | Daniel José Older e Toni Bruno                     | 30 novembre 2022-28 giugno 2023    | Dark Horse Comics      | Serie a fumetti per ragazzi     | 8      | [ 34 ] [ 35 ] |
| La lama (The Blade)                                               | Charles Soule e Marco Castiello                    | 28 dicembre 2022-29 marzo 2023     | Marvel Comics          | Miniserie a fumetti             | 4      | [ 36 ]        |
| La battaglia di Jedha (The Battle of Jedha)                       | Cavan Scott                                        | 3 gennaio 2023                     | Random House Audio     | Audiolibro                      |        | [ 37 ]        |
| Il terrore senza nome (The Nameless Terror)                       | George Mann, Eduardo Mello e Ornella Savarese      | 22 febbraio 2023-17 maggio 2023    | Dark Horse Comics      | Miniserie a fumetti             | 4      | [ 38 ] [ 39 ] |
| Cataclisma (Cataclysm)                                            | Lydia Kang                                         | 4 aprile 2023                      | Del Rey Books          | Romanzo per adulti              |        | [ 40 ]        |
| Alla ricerca del pianeta X (Quest for Planet X)                   | Tessa Gratton                                      | 4 aprile 2023                      | Disney-Lucasfilm Press | Romanzo 8-12 anni               |        | [ 41 ]        |
| I sentiero della vendetta (Path of Vengeance)                     | Cavan Scott                                        | 2 maggio 2023                      | Disney-Lucasfilm Press | Romanzo per ragazzi             |        | [ 42 ]        |
| Ombre dello Starlight (Shadows of Starlight)                      | Charles Soule e Ibraim Roberson                    | 4 ottobre 2023-3 gennaio 2024      | Dark Horse Comics      | Miniserie a fumetti             | 4      | [ 43 ] [ 44 ] |
| L'Alta Repubblica (The High Republic (2023))                      | Cavan Scott, Ario Anindito e Jim Towe              | 8 novembre 2023 2022-7 agosto 2024 | Marvel Comics          | Serie a fumetti                 | 10     | [ 45 ]        |
| L'occhio dell'oscurità (The Eye of Darkness)                      | George Mann                                        | 14 novembre 2023                   | Random House           | Romanzo per adulti              |        | [ 46 ]        |
| The High Republic Adventures (2023)                               | Daniel José Older, Harvey Tolibao e Elisa Romboli  | 6 dicembre 2023-                   | Dark Horse Comics      | Serie a fumetti per ragazzi     |        | [ 47 ]        |
| Fuga da Valo (Escape from Valo)                                   | Daniel José Older e Alyssa Wong                    | 30 gennaio 2024                    | Disney-Lucasfilm Press | Romanzo 8-12 anni               |        | [ 48 ]        |
| Sfidare la tempesta (Defy the Storm)                              | Tessa Gratton e Justina Ireland                    | 5 marzo 2024                       | Disney-Lucasfilm Press | Romanzo per ragazzi             |        | [ 49 ]        |
| The High Republic Adventures – Saber for Hire                     | Charles Soule e Ibraim Roberson                    | 17 aprile 2024-21 agosto 2024      | Dark Horse Comics      | Miniserie a fumetti             | 4      | [ 50 ] [ 51 ] |
| Temptation of the Force                                           | Tessa Gratton                                      | 11 giugno 2024                     | Random House           | Romanzo per adulti              |        | [ 52 ]        |

## Accoglienza
L'Alta Repubblica si è rivelata popolare presso il pubblico e gli appassionati. I primi tre romanzi, Light of the Jedi, A Test of Courage e Into the Dark, hanno debuttato rispettivamente al primo, secondo e primo posto nella lista settimanale dei best seller hardcover fiction, per bambini e per ragazzi del New York Times. Il primo numero del fumetto L'Alta Repubblica ha venduto 200 000 copie in preordinazioni alle librerie, spingendo Marvel Comics a effettuarne una seconda tiratura prima ancora della messa in vendita, e in breve tempo anche una terza e una quarta.
Poggiando su un'era inedita di nuove storie, ambientazioni e personaggi all'interno del franchise di Guerre stellari, il progetto è stato accolto favorevolmente come un'operazione coraggiosa, liberatoria, "rinfrescante" e "arricchente". La serie è stata giudicata appassionante e concitata, con scene d'azione coinvolgenti e momenti di cupezza eguagliati da poche altre opere del franchise, mentre la totale libertà narrativa contribuisce ad aumentare il pathos e il senso di pericolo per i protagonisti. A causa della sua interconnessione, però, è stata anche criticata per la tendenza a dare troppo per scontato e per i frequenti rimandi a personaggi e narrazioni avvenuti in altre opere che spesso sono difficili da seguire o confusionari se non si ha già una conoscenza approfondita di tutto il progetto. Rispetto ad altre opere del franchise, la serie si contraddistingue per «il maggior risalto alle figure femminili, [al]l'età giovanile vista non solo come un ostacolo ma anche come una possibilità di sbloccare potenzialità poi perdute con la crescita», e alla grande varietà razziale, con la presenza di molte «specie diversificate».
Il progetto multimediale ha segnato una tappa importante nel franchise di Guerre stellari, in quanto ha inaugurato tutta una nuova era nella cronologia interna della galassia che servirà da ambientazione per nuove storie e narrazioni per anni a venire.